# Cafiero (famiglia)
I Cafiero sono una famiglia di navigatori, armatori, latifondisti, originaria di Meta di Sorrento, diramatasi a Barletta nella seconda metà del XVIII secolo.

## Storia
Nel 1700, dopo l'autorizzazione data da re Carlo per la rottura dei pascoli e la conseguente coltivazione a grano in Puglia, Giovanni Cafiero, dal ramo principale della famiglia, molto vicino e apprezzato al re, se non altro per aver trasportato la intera fabbrica delle ceramiche di Capodimonte in Spagna con le sue flotte, fu scelto per eseguire l'incarico assai gratificante e oneroso di trasportare il grano ivi prodotto a Napoli, circumnavigando il Sud. Il re gli offrì l'esenzione da ogni tassa diretta e indiretta e lo speciale privilegio di poter rispondere delle sue azioni solo al re stesso.
Giovanni si trasferì dunque nel 1763 a Barletta, portando con sé i suoi figli Pietro Antonio e Gaetano. Dopo alcuni anni di quest'attività di trasporto, il primogenito di Piero Antonio, Ferdinando, armò le sue navi al fine di debellare i briganti della costa calabrese, che avevano attaccato sovente la flotta per impadronirsi del grano, sconfiggendoli e imprigionandoli. Per tale merito Papa Pio VII gli conferì lo speciale Ordine del Cristo e il titolo di "Nobile di Trani".
Oltre a continuare l'attività di armatori, i Cafiero acquisirono vari latifondi, tra i quali San Samuele e Santa Maria (denominata successivamente Santa Maria di Cafiero, con l'annessa masseria e la casa padronale fortificata, in agro di Barletta) in Puglia, e Monteserico in Lucania con il suggestivo castello e tre palazzi a Barletta, tra cui quello dei cavalieri di Malta.
Luigi Cafiero ottenne da Umberto II di Savoia il titolo di conte di S. Samuele con Regie Lettere Patenti del 15 ottobre 1982.

## Membri
Tra i membri della famiglia ricordiamo:
- il noto anarchico Carlo, autore anche di un compendio a Il Capitale di Carlo Marx;
- Ferdinando (1864 - 1945), che mette insieme una grande collezione di gusto ottocentesco (circa 8.000 pezzi tra oggetti di uso domestico e in ferro battuto, stampe, quadri, gioielli, libri, arredi, e altre "curiosità") donata nel 1936 alla città di Barletta ed oggi visibile nel castello cittadino;
- Pietro Antonio, Sindaco di Barletta (1883 - 1889) e Deputato del Regno d'Italia per tre legislature (1886 - 1897);
- Luigi, Sindaco di Barletta dal 1914 al 1918;
- Stefano, contrammiraglio governatore nel castello di Palermo;
- Giacinto, senatore della città di Napoli;
- Ferdinando, contrammiraglio Cavaliere dell'ordine di San Giorgio;
- Giovan Battista riconosciuto come Barone Cafiero de Raho;
- Giovanni, diplomatico banchiere
- Gaetano, Contrammiraglio aiutante di campo di S.M.Vittorio Emanuele III, Cavaliere dei Santi Maurizio e Lazzaro;
- Luigi, che ricevette motu proprio da S.M. Umberto II di Savoia il titolo di Conte di San Samuele.
- Aldo (1926-2020)  noto avvocato e Presidente dei Penalisti napoletani, per 65 anni punto di riferimento per intere generazioni di avvocati.

I Cafiero di Barletta si unirono in matrimonio a famiglie locali, quali i marchesi de Beaumont Bonelli, gli Spagnoletti Zeuli, i De Martino, i Carcano, duchi di Montaltino, i de Leone Pandolfelli, i Bianchi di Donna Sibilla, in seguito a Napoli con i De Riseis, duchi di Bovino e Taormina, i Marulli, duchi di Ascoli, i Mottola, marchesi di Amato, nonché in Svizzera con i a Marca de Donatz Pohlom. Ferdinando Cafiero da Meta di Sorrento, fu comandante di lungo corso chiamato dalla compagnia Florio-Rubattino appositamente per condurre il piroscafo Sicilia da Palermo a New York; fu il primo piroscafo italiano ad espletare una traversata transoceanica. Salvatore Cafiero (1932-2001), originario di Meta di Sorrento fu direttore generale della Svimez. Antonio Cafiero (1922-2014), noto uomo politico argentino era figlio di gente di Piano di Sorrento; per tre volte fu sul punto di divenire capo dello stato.
Martino Cafiero :  Tra i fondatori del " Corriere del mattino " che guidò sino alla sua morte. Divenne famoso per aver aiutato il poeta Salvatore Di Giacomo ad incontrarsi con il compositore Mario Costa

## Araldica

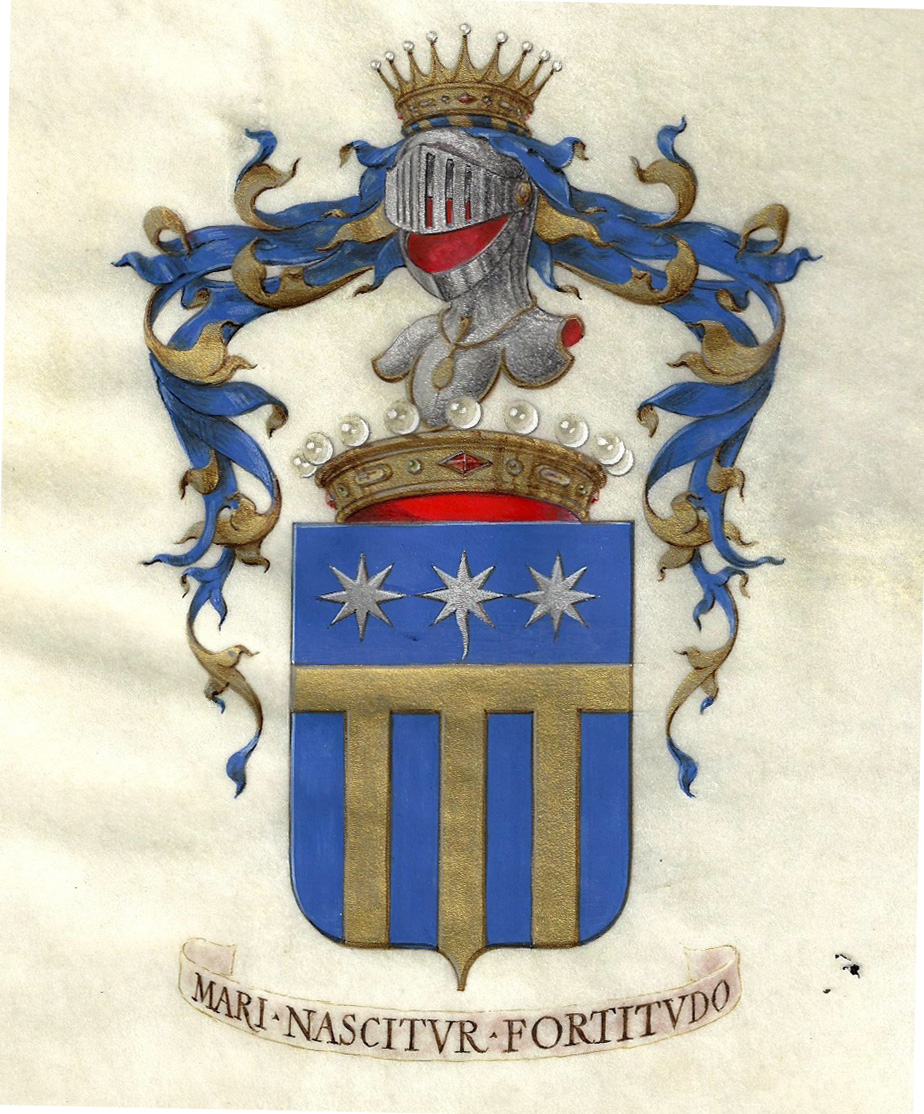
Stemma della famiglia Cafiero concesso nel 1982 da Umberto II di Savoia a Luigi Cafiero con il titolo di conte di S. Samuele

Vi sono due stemmi a nome Cafiero, uno, meno usato, si può trovare alla Biblioteca Nazionale di Napoli nel volume "Stemmi di famiglie Fuori Porta" , porta il motto moritur quae occidit manus, l'altro comunemente oggi usato lo troviamo dal 1600 nella chiesa di Santa Lucia in Meta (chiesa di proprietà dei Cafiero) che usa il motto mari nascitur fortitudo.